# Хирота-дзиндзя

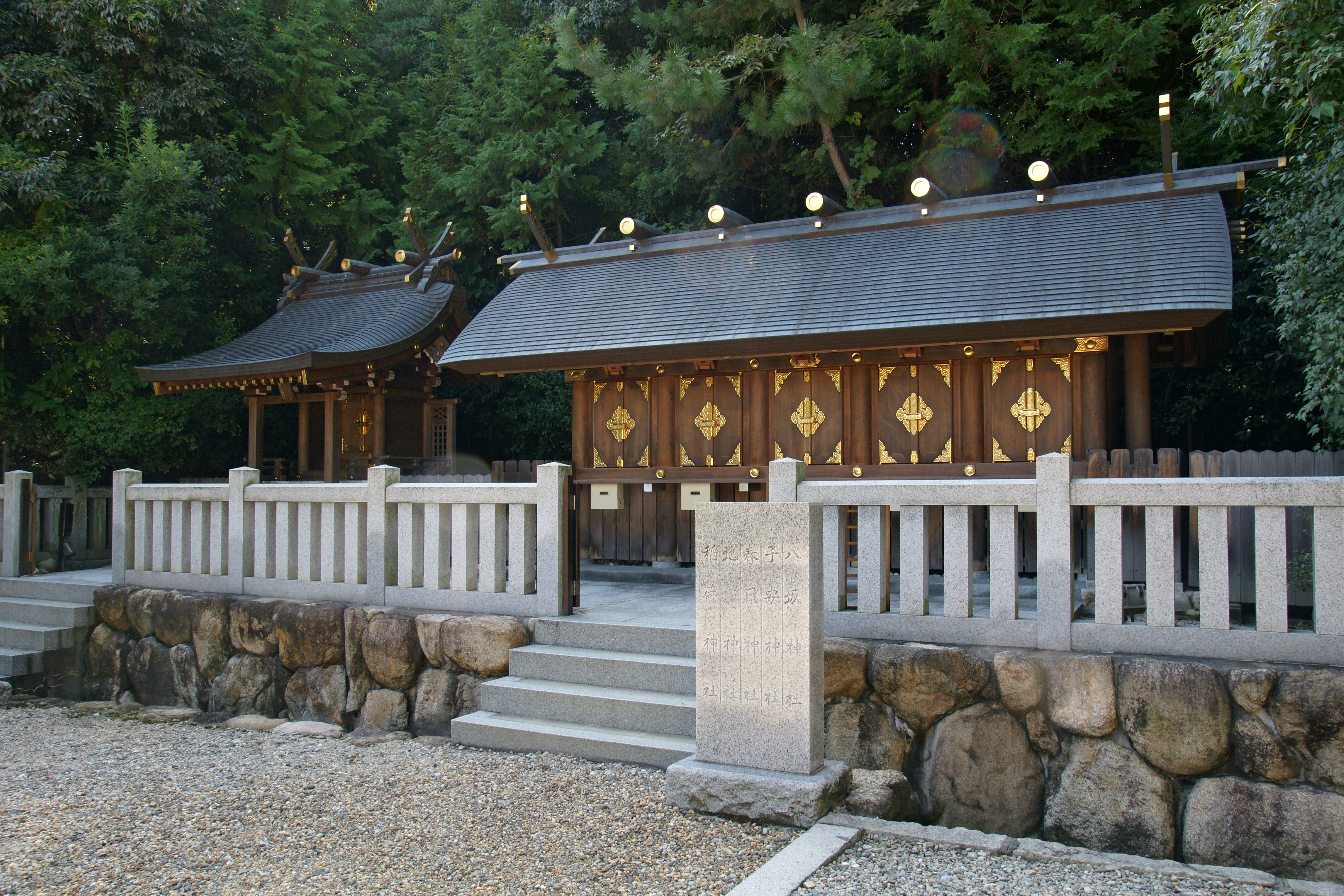
Кэйдай-ся

Хирота-дзиндзя (яп. 廣田神社) — синтоистское святилище, расположенное в городе Нисиномия, Хиого, Япония. Город «Нисиномия» назван в честь храма, его название означает «западное святилище».

## История
Храм Хирота — одно из трех святилищ, которые, согласно хронике Нихон сёки, были основаны императрицей Дзингу в III веке. Согласно легенде, богиня солнца Аматэрасу обратилась к императрице и заявила, что ей и другим японским ками должны поклоняться в святилищах Хирота, Нагата, Икута и Сумиёси. Императрица так и поступила.
В эпоху Хэйан (в 991 году) храм вошёл в список 22 элитных святилищ, получавшие непосредственную поддержку японского императорского двора. В XI веке при императоре Сиракаве святилище стало называться Хирота-тайся («Великое святилище Хирота»). С 1871 по 1946 год святилище было официально причислено к кампэй-тайся (яп. 官幣大社 большие императорские храмы) — высшей категории поддерживаемых государством святилищ.
Святилище славится своими кобаномицуба цуцудзи, азалиями с тремя маленькими листьями.

## События
В синтоистском святилище Хироты проходят следующие празднества и ритуалы:
- 1 января: Сай-тан-сай
- 3 января: Гэн-си-сай
- 1—3 января: Кай-ун-сай
- 18—19 января: Яку-ёкэ-сай
- 11 февраля: Ки-гэн-сай
- 17 февраля: Ки-нэн-сай (Тайсай)
- 16 марта: Рэй-сай (Тайсай)
- 16 апреля: Хару мацури (праздник весны)
- Конец мая: Хирота Отауэ (фестиваль посадки риса).
- 30 июня: Нагоси-но оохара эсики
- 16 июля: Нацу мацури (Летний фестиваль)
- Конец сентября: Нэки-хо-сай
- 16 октября: Аки мацури (Осенний фестиваль)
- 3 ноября: Мэй-дзи-сай
- 23 ноября: Нии-намэ-сай (Тайсай)
- 23 декабря: Тэн-тё-сай
- Первый день каждого месяца: Цуки-хадзимэ-сай, Хацу-хоко-сай
- Шестнадцатый день каждого месяца: Цуки-намэ-сай
- Каждое утро: Аса-ми-кэ-сай, Ю-ми-кэ-сай

## Использованная литература
- Breen, John and Mark Teeuwen. Shinto in History: Ways of the Kami. — Honolulu: University of Hawaii Press, 2000. — ISBN 978-0-8248-2363-4.
- Ponsonby-Fane, Richard. The Imperial House of Japan. — Kyoto: Ponsonby Memorial Society, 1959.
- Studies in Shinto and Shrines / Papers Selected from the Works of the Late R.A.B. Ponsonby-Fane. — Kyoto: Ponsonby Memorial Society, 1962.